# カレイドスコープ (イギリスのバンド)
カレイドスコープ（Kaleidoscope）はロンドン出身のイギリスのサイケデリック・ロック・バンドで、もともとは1967年から1970年にかけて活動していた。

## 概要
世界中に同名のバンドは多いが、特に同時期に存在したアメリカのサイケデリック・フォーク・バンドと混同してはならない。バンドの曲は、サイケデリアの要素と気まぐれな歌詞が組み合わされている。バンドはまた、ザ・サイドキックス、ザ・キー、アイ・ルヴ・ワイト、フェアフィールド・パーラーという名前でも知られていた。

## ヒストリー
1963年からザ・サイドキックスという名前で活動していた彼らは、1965年11月にザ・キーとなり、1967年1月に音楽出版社ディック・リーヒーの協力を得てフォンタナ・レコードと契約したときにカレイドスコープという名前に落ち着いた。グループは、ギターのエディ・ピューマー、ベースとフルートのスティーブ・クラーク、ドラムのダニー・ブリッジマン、そしてヴォーカリストのピーター・ダルトリーで構成され、さまざまなキーボード楽器も演奏した。バンドの曲のほとんどは、プーマーの音楽とダルトリーの歌詞によるものだった。グループは当時、商業的な大成功を収めることはできなかったが、忠実なファン層は残っており、その録音は今でも高く評価されている。
バンドのファースト・シングル「Flight from Ashiya」（b/w「Holidaymaker」）は、バンドのファースト・アルバム『Tangerine Dream』より少し早く、1967年9月15日にフォンタナ・レコードからリリースされた。このシングルは、1964年に公開された日米合作映画の『あしやからの飛行（Flight from Ashiya）』をモチーフにしたもので、批評家から絶賛され、ラジオでもかなりオンエアされたが、チャートには届かなかった。この曲はその後、ナゲッツ・シリーズのセカンド・ボックス・セット『ナゲッツII:オリジナル・アーティファクツ・フロム・ザ・ブリティッシュ・エンパイア・アンド・ビヨンド、1964-1969』や『Acid Drops, Spacedust & Flying Saucers: Psychedelic Confectionery』など、多くのコンピレーション・アルバムに収録されている。
その2ヵ月後、同じくディック・リーヒーのプロデュースによる『タンジェリン・ドリーム』がリリースされた。このアルバムには「Flight From Ashiya」、「Please Excuse My Face」、「Dive into Yesterday」などが収録されており、現在ではバンドの最高傑作とされている。一方、バンドはBBCのラジオ番組数本で生演奏を披露した。1968年には、ドノヴァンの「ジェニファー・ジュニパー」にインスパイアされたニューシングル「Jenny Artichoke」（b/w「Just How Much You Are」）がリリースされた。リリース後、バンドはヨーロッパ各地を回り、オランダ滞在中にはアムステルダム・コンサートホールでカントリー・ジョー＆ザ・フィッシュをサポートした。同じくリーヒがプロデュースした『Faintly Blowing』は、1969年にフォンタナ・レコードからリリースされた。この時、バンドのサウンドはよりヘヴィーになったが、楽曲には相変わらずサイケデリックな要素と印象的な歌詞が含まれていた。アルバム『Faintly Blowing』の失敗後、彼らはさらに2枚のシングルをリリースした。

## フェアフィールド・パーラー
この年代が終わる頃、最後のシングル「Balloon」で失敗したバンドは、BBCのセッションで知り合ったDJデヴィッド・シモンズを新しいマネージャーに迎え、同じメンバーでフェアフィールド・パーラーというバンド名で活動を開始した。現在ではプログレッシブ・ロック・バンドと呼ばれているが、彼らの音楽はあまり変わっておらず、おとぎ話のような歌詞にサイケデリックなハーモニーが加わっている。フェアフィールド・パーラーとしての最初のシングル「Bordeaux Rosé」は、1970年4月17日にVertigoレーベルからリリースされた。この曲はラジオでかなりオンエアされたが、チャートインには至らなかった。いくつかのシングルをリリースした後、1970年8月14日にシモンズのプロデュースでアルバム『From Home to Home』をリリース。このアルバムのリリース準備中、バンドは再び別の名前、アイ・ルヴ・ワイト（I Luv Wight）を使った、アルバム『From Home to Home』の1週間後にリリースされたワイト島フェスティバルのテーマ曲『Let the World Wash in』のレコーディングを依頼されたからである。彼らはフェアフィールド・パーラーとしてフェスティバルのオープニングを飾った。
バンドが独自に資金を調達した4枚目のアルバム『White Faced Lady』は、ロンドンのモーガン・スタジオでレコーディングされた。レコード会社を見つける試みは失敗し、アルバムは1991年にインディーズ・レーベルからカレイドスコープ名義でリリースされるまでお蔵入りとなった。バンド初期に最後の出演となったのは、1972年のドイツのブレーメンでのコンサートだった。
2003年、1967年から1971年にかけて録音されたザ・カレイドスコープとフェアフィールド・パーラーのBBCラジオ・セッションが、インディー・レーベルCircleから『Please Listen to the Pictures』としてリリースされた。

## Band members
- エディ・プーマー：リード・ギター、オルガン（出生名: ケネス・エドムンド・プーマー 1947年10月7日、ロンドン南東部ウールウィッチ生まれ、2020年9月21日没）
- スティーヴ・クラーク - ベース、フルート（1946年生まれ、1999年5月1日没）
- ダニー・ブリッジマン - ドラム（1947年、出生名: ダニエル・ブリッジマン）
- ピーター・ダルトリー - リード・ヴォーカル、オルガン（出生名ピーター・ジェームズ・ダルトリー 1946年3月25日、イースト・ロンドン、ボウ出身）

## ディスコグラフィー

### シングル
カレイドスコープ
- "Flight from Ashiya" / "Holidaymaker" (Fontana TF 863, 15 September 1967)
- "A Dream for Julie" / "Please Excuse My Face" (Fontana TF 895, 26 January 1968)
- "Jenny Artichoke" / "Just How Much You Are" (Fontana TF 964, 6 September 1968)
- "Flight from Ashiya" / "(Further Reflections) In the Room of Percussion" (Fontana 267 906 TF, 1968, Netherlands only)
- "Do It Again for Jeffrey" / "Poem" (Fontana TF 1002, 14 March 1969)
- "Balloon" / "If You So Wish" (Fontana TF 1048, 25 July 1969)
- "Nursey, Nursey" (free with Bucketfull of Brains magazine) (BOB.23, 1 May 1989)

※出典：
フェアフィールド・パーラー
- "Bordeaux Rose" / "Chalk on the Wall" (Vertigo 6059 003, 17 April 1970)
- "Emily" / "Sunnyside Circus" (Vertigo 6059 032, 1970, Australia only)
- "In My Box" / "Glorious House Of Arthur"  (Vertigo 6059 017, 1970, France promo-only)
- "Just Another Day" / "Caraminda" / "I Am All the Animals" / "Song for You" (Vertigo 6059 008, 24 July 1970)
- "Eyewitness" / "Epilog" (Odeon OR-2903, 1970, Japan-only)
- "Bordeaux Rose" / "Baby Stay for Tonight" (Prism PRI 1, 19 March 1976)
- "Bordeaux Rose" / "Overture to White Faced Lady" (Decca Y-11212, 1976, Australia only)

※出典：
アイ・ルヴ・ワイト
- "Let the World Wash In" / "Medieval Masquerade" (Philips 6006 043, 21 August 1970)

※出典：

### アルバム
サイドキックス
- The Sidekicks Sessions 1964-1967 (2003)

カレイドスコープ
- Tangerine Dream (Fontana (S)TL 5448, 24 November 1967)
- Faintly Blowing (Fontana STL5491, 11 April 1969)
- White Faced Lady (The Kaleidoscope Record Company KRC 001 CD, 14 February 1991)
- Please Listen to the Pictures (Circle Records CPWL/CPWC 104, 1 September 2003)

※出典：
フェアフィールド・パーラー
- From Home to Home (Vertigo,1970)

※出典：